# Новозеландский медосос
Новозела́ндский медосо́с, или хи́хи (лат. Notiomystis cincta) — редкая птица монотипного семейства Notiomystidae, эндемик острова Северный Новой Зеландии. Играет важную роль в лесной экосистеме, опыляя цветы и распространяя семена местных деревьев. Единственная самодостаточная популяция сохранилась только на острове Литл-Барриер.

## Классификация и этимология названия
До 2007 года хихи относили к семейству медососовых (Meliphagidae), что и определило русское название птицы — новозеландский медосос. Однако генетический анализ доказал, что хихи не являются близкими родственниками с другими видами данного семейства. В 2007 году для хихи было предложено отдельное семейство Notiomystidae, вследствие чего традиционное русское название птицы стало некорректным.
В Новой Зеландии птица известна под английским названием Stitchbird и маорийским Hihi. На языке маори слово hihi имеет несколько значений, но все они так или иначе связаны с самой птицей. Слово hihi означает «луч солнца», так как самцы имеют участок жёлтого оперения, и во время полёта птица действительно напоминает лучик света, пробивающийся сквозь густой лес. Кроме того, данное слово означает украшение, состоящее из белого пера с боку чёрного шлема, которое носили воины. Такое украшение также напоминало оперение самцов, у которых есть контрастные белые пятна по бокам головы. Производное слово whahihi означает «наглый», что, скорее всего, отражает активное и игривое поведение птицы.

## Внешний вид

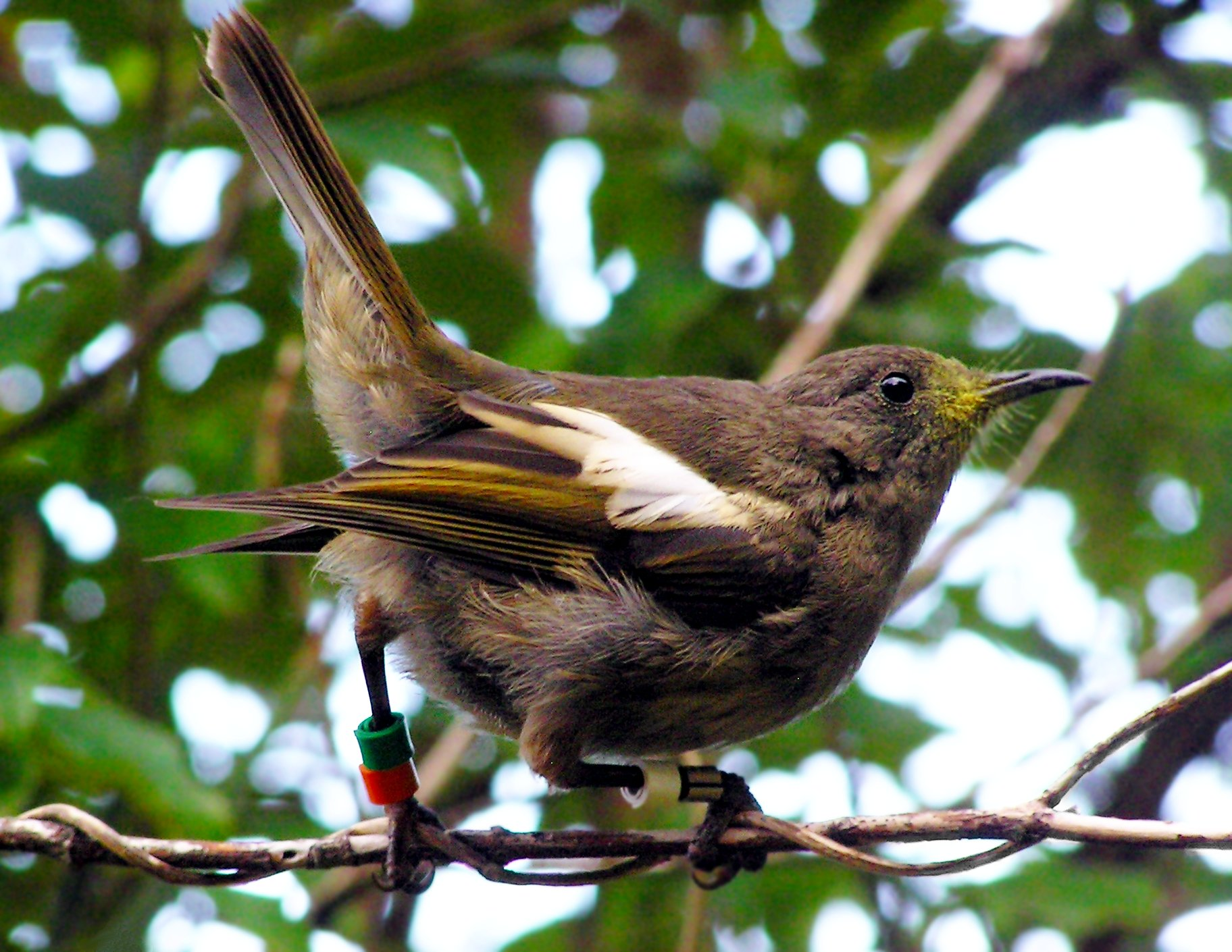
Самка хихи в характерной позе

Хихи — небольшая (30—40 г) лесная птица. Характерен половой диморфизм: самец ярко окрашен, голова чёрная с небольшими белыми пятнами по бокам, на плечах и груди присутствует полоска ярко-жёлтого оперения, на крыльях — белая полоса, основная окраска оперения — серо-коричневая; самка, в свою очередь, неприметная, всё тело покрыто серо-коричневым оперением с белой полосой на крыльях. Клюв немного загнутый вниз, у основания располагается пучок вибрисс. Отличительной чертой птиц является их характерная поза при сидении на ветке, с сильно приподнятым, направленным вверх хвостом, как видно на фото слева.

## Образ жизни и питание
Хихи активны днём. Питаются нектаром, плодами и насекомыми, в зависимости от их доступности в разное время года. Нектар собирают на цветках таких деревьев, как Fuchsia excorticata, род фуксия, Knightia excelsa и деревьев рода метросидерос. Предпочитают плоды небольших размеров, которые можно проглотить целиком. Как правило, это плоды Schefflera digitata, Coprosma arborea, Pseudopanax arboreus и др. Мелких насекомых обычно собирают с листьев и стволов деревьев, реже ловят на лету. Хихи не имеют четко ограниченных территорий, перемещаясь по лесу в зависимости от доступности того или иного вида пищи, и только в период размножения самец начинает агрессивно охранять занятую им территорию.

## Размножение
Размножение происходит с сентября по март. При размножении присутствует как моногамия, так и полигамия: полиандрия, полигиния и полиандрогиния. Процесс спаривания очень интересен и разнообразен. К примеру, спаривание хихи происходит не только обычным для других птиц способом, когда самец взбирается на спину самки, но и «лицом к лицу». При таком спаривании самец преследует самку в полёте и, достигнув земли, пытается её перевернуть на спину. Были описаны спаривания двух взрослых самцов, спаривания взрослых самцов с неполовозрелыми особями, а также активное преследования самки группой половозрелых самцов. Гнездятся в дуплах старых больших деревьев, таких как рата (Metrosideros robusta) и похутукава (Metrosideros excelsa). Территория охраняется совместно самцом и самкой. Гнездо строят самец и самка вместе, в редких случаях несколько самок могут помогать в строительстве. Гнездо обычно находится над входным отверстием на специально выложенной из веточек подложке. Оно свито из веточек папоротника и украшено перьями, кусочками мха и лишайника. В кладке обычно 5 яиц, за сезон самка может произвести до 4 кладок, если предыдущие были неудачными. Яйца высиживает самка. Выкармливают потомство обычно вместе, однако вклад самца значительно меньше.

## Распространение и угроза существованию

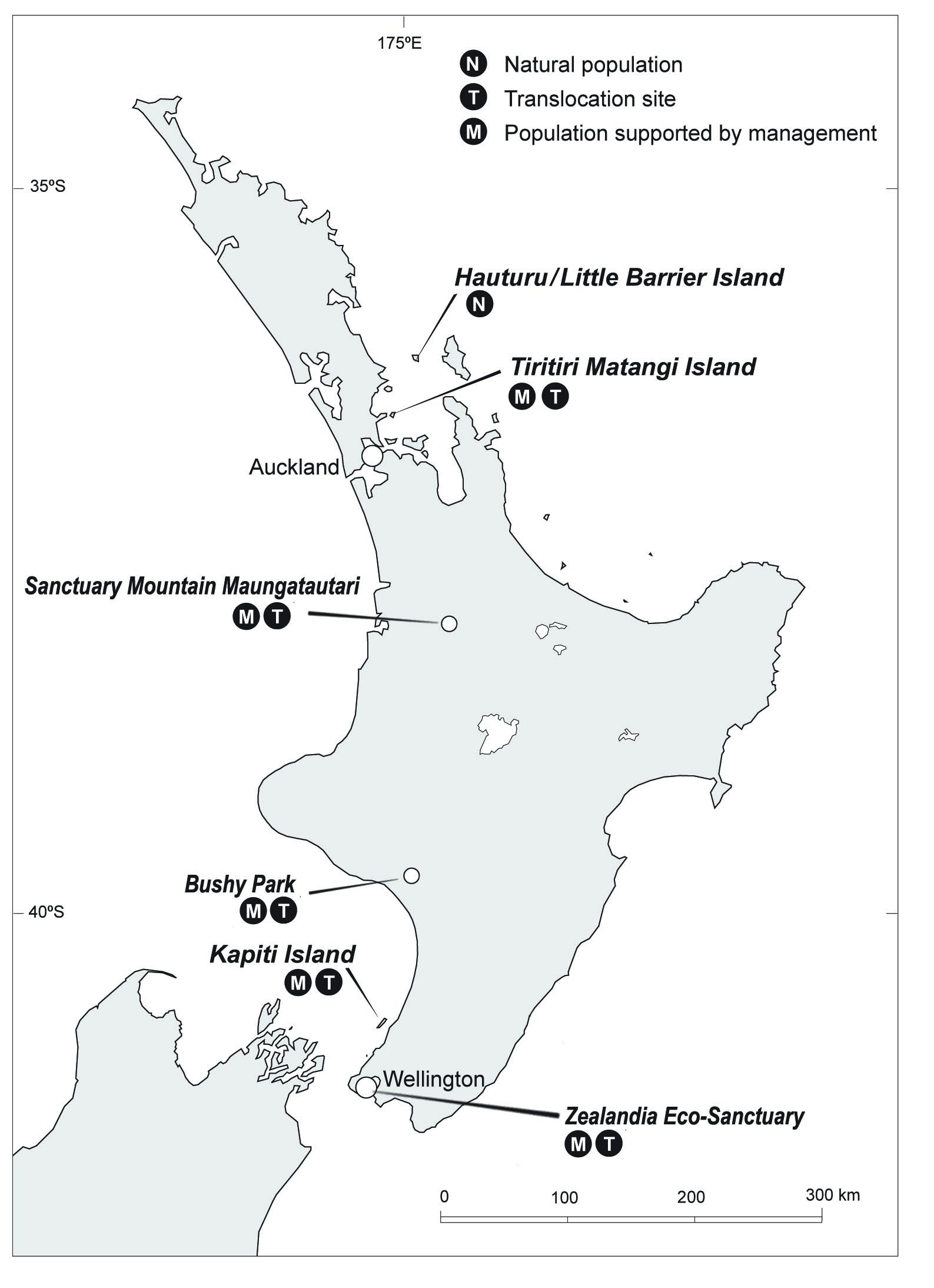
Карта распространения хихи

Ранее хихи обитали в лесах на Северном острове Новой Зеландии. Места обитания стали сокращаться после заселения Новой Зеландии европейцами в XIX веке. Более того, европейцы привезли с собой хищников, таких как крысы, коты, ласки и хорьки (до этого в Новой Зеландии не было наземных млекопитающих, кроме летучих мышей). Вследствие этого в 1880-х годах хихи полностью исчезли с Северного острова. Единственная популяция сохранилась на небольшом острове Литл-Барриер.
По прошествии почти 100 лет с момента исчезновения хихи с Северного острова были предприняты первые меры по восстановлению численности этой птицы. Сначала хихи реинтродуцировали на небольшие прибрежные острова, а потом и в леса Северного острова. Основной проблемой после реинтродукции был недостаток кормовой базы, так как все острова были сильно изменены сельскохозяйственной деятельностью. Поэтому все реинтродуцированные популяции получают сахарный раствор в специальных кормушках. Кроме того, на территориях, где обитают птицы, ведётся постоянный контроль хищников. В настоящий момент хихи можно увидеть на островах Капити и Тиритири-Матанги, а также на Северном острове в ограждённых заповедниках «Мангатаутари», «Зеландия» и «Буши Парк». Все эти популяции небольшие (50—200 особей) и, по-видимому, будут нуждаться в постоянной помощи со стороны человека — в подкормке и контроле хищников. Около 90 % всех хихи, обитающих на вышеперечисленных территориях, окольцованы, что облегчает контроль за динамикой популяций. Единственная самодостаточная популяция, то есть та, которая не требует вмешательства человека для поддержания численности, сейчас находится на острове Литл-Барриер.
Для более успешного и продуктивного восстановления популяции хихи, была создана специальная рабочая группа (англ. Hihi Recovery Group) при Департаменте охраны окружающей среды (англ. Department of Conservation), в состав которой вошли учёные, управляющие заповедными территориями и другие заинтересованные лица.